# Szénás György
Szénás György (Mátészalka, 1921. szeptember 15. – Budapest, 1974. december 19.) magyar geológus, geofizikus, címzetes egyetemi tanár. A föld- és ásványtani tudományok doktora (1966), a Magyar Állami Eötvös Loránd Geofizikai Intézet főgeológusa, a Magyar Geofizikusok Egyesülete alapító tagja, a Geofizikai Közlemények szerkesztője, a Munka Érdemrend bronz fokozata és számos magas fokú kitüntetés birtokosa.

## Életpályája
1944-ben diplomázott a műszaki és gazdaságtudományi egyetem közgazdaságtudományi karán. 1949–1974 között a Geofizikai Intézetben dolgozott; 1950-ben, valamint 1954–1955 között mint szeizmikus kiértékelő, főgeológus, 1951-ben minisztériumi referensként, 1952–1953 között, valamint 1956–1957 között a szeizmikus csoport vezetőjeként. 1950-ben a budapesti tudományegyetem geológus szakán is diplomát kapott. 1958-tól a geofizikai mérési eredmények földtani értelmezésével foglalkozott. 1964–1974 között szerkesztette a Geofizikai Közleményeket.
A budapesti tudományegyetem címzetes egyetemi tanára; a montreáli egyetem vendégprofesszora volt egy éven át. Tragikus halála miatt tudományos terveit nem tudta megvalósítani.
Temetésére a Farkasréti temetőben került sor.

## Művei
- Szeizmikus mérések a feltalajkutatásban (Facsinay Lászlóval, Pozsgay Károllyal, Budapest, 1955)
- Geofizikai teleptan. A geofizikai kutatómódszerek alkalmazása (Budapest, 1958)
- A magyar medence sajátos geofizikai alkata (Geofizikai Közlemények, 1964)
- A geofizikai térképezés alapjai Magyarországon (Magyar Állami Eötvös Loránd Geofizikai Intézet Évkönyve, Budapest, 1965)
- The evolution and crystal structure of the Carpathian Basin (ELGI spec. ed. CBA IXth Congress, Budapest, 1969)
- A Kárpáti rendszer és a globális tektonikák (Geofizikai Közlemények, 1973)
- Geofizika (angolul is, Jósa Ernővel, Budapest, 1975)